# ووستوچنی (شهرستان اوست-کالمانسکی، سرزمین آلتای)
ووستوچنی (به لاتین: Vostochny) یک منطقهٔ مسکونی در روسیه است که در سرزمین آلتای واقع شده‌است.